# تشانغتشون
تشانغتشون (الصينية المبسطة: 长春 ؛ الصينية التقليدية: 长春 ؛ بينيين: تشانغ تشون، تعني حرفياً «الربيع الطويل») هي العاصمة وأكبر مدينة في جيلين الواقعة في شمال شرق جمهورية الصين الشعبية، في وسط سهل سونغلياو. وتم إعطاؤها صفة مدينة لشبة المقاطعة التي يبلغ عدد سكانها حوالي 7.5 مليون الخاضعين لولايتها، بما في ذلك المقاطعات والمدن على مستوى المحافظة. أصل اسم المدينة هو من لغة جورشن. المناطق الحضرية في مدينة تشانغتشون يبلغ مجموع عدد سكانها 3,580,000.

## التاريخ

### التاريخ المبكر
بدأ تشانغتشون كمدينة تجارية بسيطة. في عام 1800، اختار الإمبراطور جيا تشينغ من سلالة تشين في قرية صغيرة تقع على الضفة الشرقية لنهر ييتونغ وأطلق عليها اسم «تشانغتشون تينغ». في عام 1889، تم التغريف بها تحت اسم «تشانغتشون فو».

## خط سكة حديد
في أيار/مايو 1898، عنندما كان يبنى الروس السكك الحديدية من مدينة هاربين الي مدينة لوشون (الفرع الجنوبي من خط السكك الحديدية الصينية الشرقية)، وحصلت تشانغتشون على أول محطة السكك الحديدية، وتقع في كوانتشينغ.

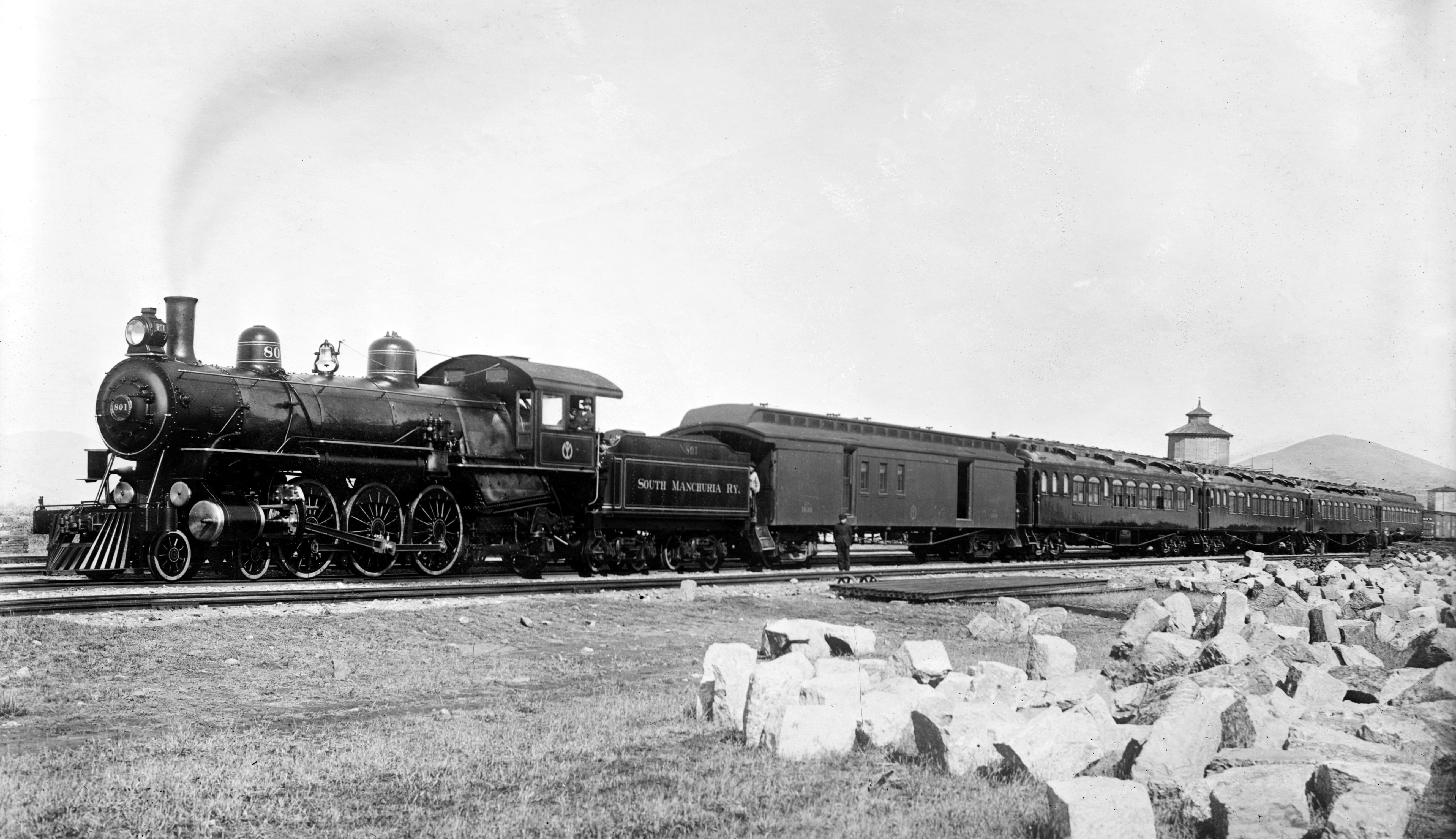
خط السكة الحديدية جعل من القرية مدينة محورية كبيرة

بعد خسارة روسيا هذا المنطقة نتيجة لالحرب الروسية-اليابانية في العام 1904-1905، أصبحت محطة كوانتشينغ، آخر محطة روسية في هذا الفرع. وأصبحت المحطة التالية في الجنوب لليابانيين الجديدة محطة تشانغتشون، وتقع على بعد مسافة قصيرة إلى الجنوب، المحطة الأولى من خط سكة حديد جنوب منشوريا، التي تملك الآن كل المسارات تشغيل أبعد الجنوب، لوشون.
وهناك اتفاق خاص روسي ياباني عام 1907 يشترط أن قياس المسارات الروسية ستستمر من المحطة «الروسية» Kuancheng إلى المحطة «اليابانية» محطة تشانغتشون، والعكس بالعكس، والمسارات على «قياس تكيف من جانب خط سكة حديد جنوب منشوريا».
توسعت بسرعة تشانغ تشون وتقاطع بين خط سكة حديد للوحدات اليابانية منشوريا الجنوبية والروسية المملوكة للسكك الحديدية الصينية الشرقية التي لا تزال لديها مقاييس مختلفة السكك الحديدية، وكذلك تصريح والتراخيص حتى عام 1935. وكان تشانغ تشون محلات تصليح السكك الحديدية وخطوط فرعية الناشئة في تشانغتشون تمديدها إلى كوريا ومنغوليا الداخلية.
وباء الطاعون الرئوي وقعت في المحيط منشوريا 1910-1911.. في وقت لاحق، أنشأ الياباني [وحدة من 100 وحدة من 100 إلى تطوير أسلحة بيولوجية الطاعون.

## مانشوكو
في عام 1932 أصبحت المدينة عاصمة مانشوكو، التي وصفت بأنها دولة صورية لحكم اليابان في منشوريا، وانتقلت العاصمة لتشانغتشون من مدينة جيلين (اقل من 200 كلم إلى شرق). المعروفة آنذاك باسم شينجينغ (الصينية: 京 新 ؛ بينيين: شينجينغ)، كانت العاصمة الجديدة جيدة التخطيط ولها سبل واسعة والأشغال العامة الحديثة. وخضعت المدينة للتوسع السريع في اقتصادها والبنية التحتية على حد سواء. كثير من المباني التي بنيت خلال الحقبة الاستعمارية اليابانية لا تزال قائمة اليوم، بما في ذلك المكاتب الرئيسية الثمانية من مانشوكو (الصينية: 八大 部)، وكذلك المقر الرئيسي لجيش كوانتونغ اليابانى (المبسطة 司令部 关东军 الصينية: ؛ الصينية التقليدية:关东军 司令部).

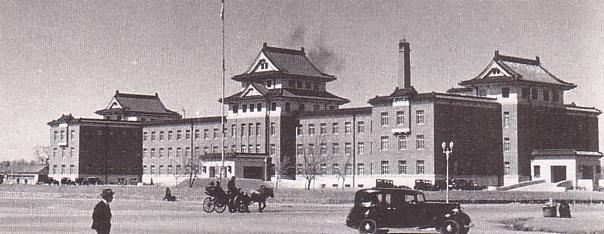
مقر جيش كوانتونغ اليابانى

## حصار تشانغتشون
احتلت القوات الكومينتانغ المدينة في عام 1946، ولكن لم يتمكنوا من الاستمرار في الريف ضد القوات الشيوعية. فوقعت المدينة في قبضة الشيوعيين في عام 1948 بعد حصار دام 5 أشهر طويلة من قبل جيش التحرير الشعبي التي أسفرت عن وقوع مجاعة هائلة مع ارتفاع عدد القتلى المدنيين من 100,000 إلى 300,000. وقائع الحصار ما زالت خاضعة للرقابة الرسمية في جمهورية الصين الشعبية.

## الصين الشعبية
تم إعادة تسمية تشانغتشون من قبل حكومة الصين الشيوغية الجديدة، أصبحت عاصمة جيلين في عام 1954. فيلم استوديو تشانغتشون هو أيضا واحد من استوديوهات الأفلام المتبقية من العهد القديم.
من 1950s، تم تصميم البنية التحتية لتشانغتشون لتصبح مركزا لصناعة السيارات الصينية. بدأ بناء فيرست أوتوموتيف وركس في عام 1953 وإنتاج شاحنة كاليفورنيا Jiefang - 10، على أساس 150 ZIS السوفيتية فبدأت في عام 1956. في عام 1958، قدم للفاو هونغتشى الشهير (العلم الأحمر) سيارة ليموزين.
استضافت مدينة تشانغتشون لعام 2007 دورة الألعاب الآسيوية الشتوية

## الدين
يقع أكبر معبد بوذي في مدينة تشانغتشون في الزاوية الشمالية الشرقية من ساحة الشعب، وحكمة معبد، تأسس الدير في عام 1922، 1934، المسمى «بمعبد هوجوو براجنا». الهيكل يغطي مساحة 15,000 متر مربع، والشكل البسيط والأنيق، الحجاج، مثل النسيج، ومدينة تشانغتشون بمقاطعة جيلين الآن مقر الرابطة البوذية.وهناك 100 من المعابد المعروفة، معبد بلد مزدهر، كوون يام المعبد، والمعبد البوذي كبير. الفنان تشن شياو شو.
لدى تشانغتشون عدد سكان مسلمين صغير، ولكن لدى المدينة مسجدين قوية في الجمال، والتخطيط الشامل والعمارة الفن والعمارة الإسلامية نفس السلالة في البر الرئيسى للصين، في حين أن الصين لديها خصائص المناطق السكنية إلى الشمال من جيلين. من بينها، وقد بني المسجد مسار طويل في 1824، شهدت معظم المدن التاريخية تشانغ تشون هو أيضا أكبر مسجد. تشانغتشون لتلبية احتياجات السكان المسلمين يتزايد في السنوات الأخيرة أعاد بناء المسجد البعيد.

## الاقتصاد
الصناعات الرائدة في المدينة هي صناعة المواد الغذائية، ومعلومات الصور الإلكترونية، والبيولوجيا والطب، والسيارات. تشانغتشون هي أكبر قاعدة لتصنيع السيارات في الصين. كما انها مهد صناعة السيارات، وموطن الفاو الصينية، أكبر منتج للسيارات في الصين، واحدة من الأسماء المستعارة تشانغ تشون والمعروف هي «سينسيناتي الصين».
تشانغتشون لديها إمكانات كبيرة، ولكن مثل العديد من المدن الشمالية، فهي ما زالت تحاول حل صعوبات كبيرة. وتواجه بشكل متزايد مع منافسة من المدن القريبة، ورؤية سيطرتها على شمال شرق البلاد كمركز صناعي الإقليمية يقلل من المدن الأخرى المجاورة من الأستمرار، لتضييق الفجوة.
تقع مدينة تشانغتشون في مركز شمال شرق آسيا. جنوباً من ساحل شبه جزيرة لياودونغ، من الشمال تقع روسيا ومن ثم أوروبا الشرقية والشرق إلى كوريا الشمالية وكوريا الجنوبية وروسيا والغرب إلى منغوليا. تشانغتشون هي مركز مهم للنقل وألاتصالات في شمال شرق الصين.
تشانغتشون الصناعة الرئيسي هو تصنيع وسائل النقل والآلات. فهي تنتج 20 ٪ و 50 ٪، و 10 ٪ من جميع السيارات وقطارات الركاب والجرارات المصنوعة في الصين.

## المدن الشقيقة
- مينسك، روسيا البيضاء.
- مدينة كيبك، كندا.
- ويندزر (أونتاريو)، كندا.
- فولفسبورغ، ألمانيا.
- سنداي، اليابان.
- ماسترتون، نيوزيلندا.
- تشيليابينسك، روسيا.
- نوفوسيبيرسك، روسيا.
- سانت بطرسبرغ، روسيا.
- أولان-أودي، روسيا.
- نوفي ساد، صربيا.
- زيلينا، سلوفاكيا.
- أولسان، كوريا الجنوبية.
- برمينغهام، المملكة المتحدة.
- فبينت, ميتشيغن، الولايات المتحدة الأمريكية.
- ليتل روك، أركنسو، الولايات المتحدة الأمريكية.
- ستونينغتون, كونيتيكت، الولايات المتحدة الأمريكية.
- نوك، جرينلاند.